# Protudemokracija
Protudemokracija odnosi se na protivljenje demokraciji. Poznati filozofi povezani s protudemokratskim razmišljanjima su Martin Heidegger, Hubert Lagardelle, Vladimir Lenjin, Charles Maurras, Friedrich Nietzsche, Platon, Carl Schmitt, Oswald Spengler, Elazar Menachem Shach i Lav Tolstoj
Različie ideologije i politički sustavi koji se protive demokraciji uključuju monarhiju, aristokraciju, kolektivističi anarhizam, komunizam, fašizam, oblike socijalizma, i teokraciju